# Lamproglena compacta
Lamproglena compacta is een eenoogkreeftjessoort uit de familie van de Lernaeidae. De wetenschappelijke naam van de soort is voor het eerst geldig gepubliceerd in 1936 door Markevich.